# Linha Surovikin
A Linha Surovikin é uma das linhas de defesa russas construída durante a invasão russa da Ucrânia, trata-se de conjunto complexo de fortificações no sudeste da Ucrânia projetada pelo general russo Sergey Surovikin. Surovikin construiu a linha durante seu mandato como comandante geral do teatro, imediatamente após a contra-ofensiva da Ucrânia em Kharkiv em 2022 . A denominação desta linha com o nome do General Russo se deu inicialmente de forma irónica por tabloides britânicos, no final de 2022.
As linhas defensivas, que percorrem quase 2.000 km vai de Kherson no sul até a fronteira sul da Rússia com a Bielorrússia no norte, atravessando as regiões  de Zaporíjia, bem como da Crimeia, Donetsk, Lugansk e das regiões russas que fazem fronteira com a Ucrânia ao norte.
São parcialmente visíveis para os planejadores militares em Kiev graças à armada de satélites da OTAN que rastreiam a situação no campo de batalha. Ao contrário do que o nome sugere, a Linha Surovikin não é uma única linha que se estende por toda a terra, na verdade são múltiplas linhas que se conectam e se entrelaçam.

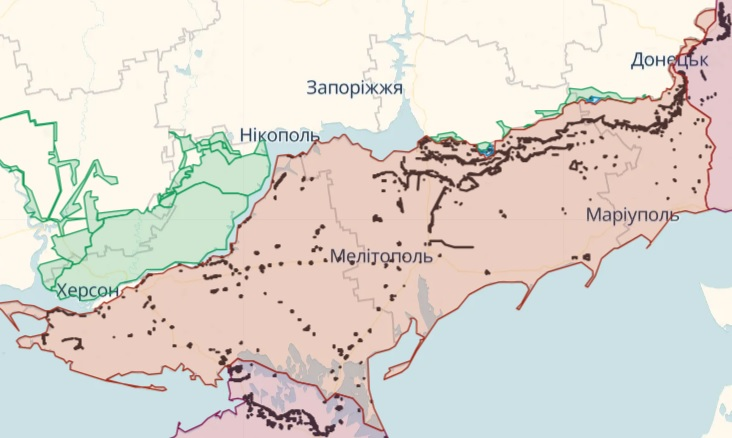
Linha Surovikin

As forças de Kiev buscaram em sua contra-ofensiva de 2023 romper a linha para poderem se dirigir até o Mar de Azove, (localizado há aproximadamente 90 km da linha) dividindo assim ao meio as terras controladas pela Rússia, o que cortaria as linhas de abastecimento e de comunicação terrestres entre Kherson e a Crimeia no sul e a região oriental de Donbass, o que não foi possível na oportunidade.
Este tipo de manobra impediria as tropas russas de reabastecerem o território de forma eficiente, acabando por ficar obrigadas a enviar combustível, munições e carros de combate através da Crimeia, pela ponte de Kerch ou por via naval. No entanto, esta rota é cada vez mais insegura, com a Ucrânia a atacar com cada vez maior frequência e gravidade a ponte e vários navios no Mar Negro.
Seis semanas depois Ucrânia anunciar que havia recapturado a vila de Rabotino, sua mensagem para o mundo foi que haviam encontrado uma maneira de romper as linhas Surovikin na frente sul, entretanto tal avanço não se materializou, e os soldados da 65ª brigada que lideraram o ataque admitiram para a mídia internacional que não conseguiram controlar totalmente a aldeia, e que os anúncios de rompimento da linha por parte do governo eram antes uma estratégia política de relações públicas do que um fato realmente consumado.

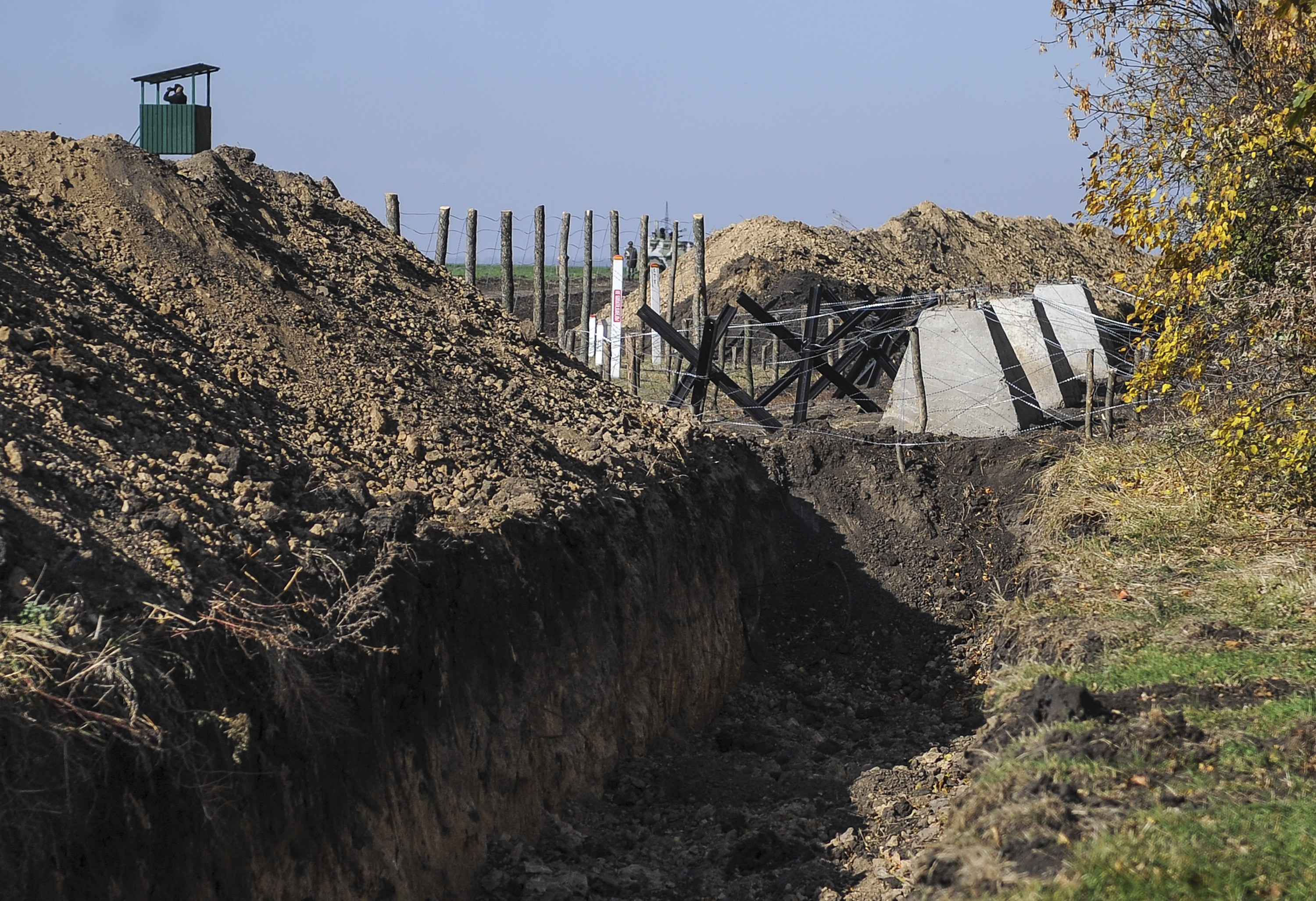
Dentes de Dragão e Trincheiras, obstáculos comuns em linhas defensivas

A Linha Surovikin tem uma linha defensiva principal visível que consiste em três camadas de vários obstáculos com vastos campos minados e posições de combate. A primeira camada real da Linha Surovikin é uma vala anti-veículo projetada para impedir o avanço de tanques, veículos de combate de infantaria e outros veículos blindados pesados. Além disso está a segunda camada, uma fileira de dentes de dragão , que são pontas de concreto destinadas a parar veículos. A terceira camada consiste em trincheiras guarnecidas por soldados russos que podem observar as valas e os dentes do dragão de suas posições de combate. É provável que também existam minas entre cada uma das camadas.